# Kirche Swetlogorsk

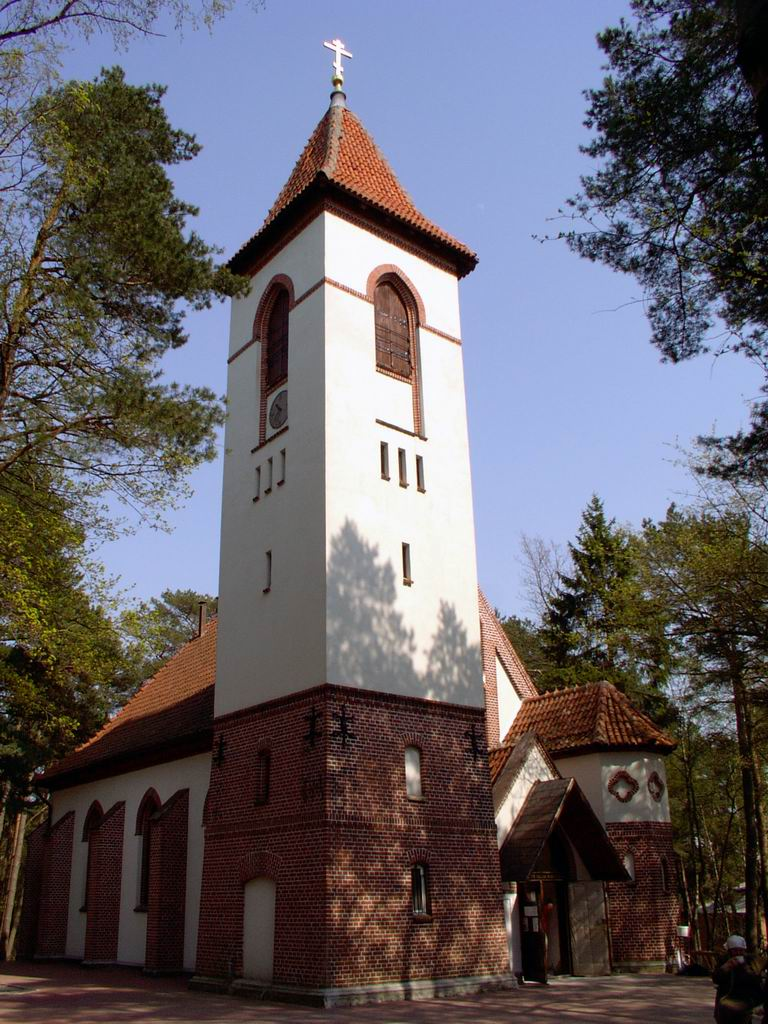
Kirche Swetlogorsk

Die Kirche des heiligen Seraphim von Sarow (russisch Храм Преподобного Серафима Саровского) ist eine russisch-orthodoxe Kirche in Swetlogorsk in der russischen Oblast Kaliningrad. Sie wurde 1907 als evangelische Kirche in Rauschen in Ostpreußen gebaut.

## Geschichte
Rauschen gehörte kirchlich ursprünglich zu Sankt Lorenz, das etwa drei Kilometer entfernt war. 1903 wurde eine eigene evangelische Kirchengemeinde gegründet, auch wegen des zunehmenden Tourismus in dem Ort. Die Gottesdienste fanden zunächst im Kurhaus statt. Der Unternehmer August Honig aus Königsberg kaufte den Baugrund für eine Kirche und schenkte ihn der Gemeinde. Die Entwürfe schufen die Architekten Otto Walter Kuckuck und Ernst (?) Wichmann aus Königsberg, begleitet vom Regierungsbaurat Eschner. Die Innengestaltung führte der Maler und Bildhauer Adolf Hering aus Rauschen aus. Am 7. Juli 1907 wurde die Kirche geweiht.
1929 wurde an ihr ein eigenes Kirchspiel eingerichtet. Dieses gehörte zum Kirchenkreis Fischhausen in der Kirchenprovinz Ostpreußen der Kirche der Altpreußischen Union. Zu dem Kirchspiel gehörten sechs Orte, darunter Georgenwalde. Pfarrer war Werner Matz (1903–1985) seit 1931, der bereits seit 1927 Hilfspfarrer in Rauschen gewesen war. 1935 unterstützte ihn Herbert Steinbach. Zur Kirchengemeinde gehörten in dieser Zeit etwa 3000 Mitglieder, dazu kamen zahlreiche Sommergäste.
Die Kirche wurde 1945 nicht beschädigt und in den nächsten Jahrzehnten als Turnhalle genutzt. 1992 wurde das Gebäude an die Russisch-Orthodoxe Kirche übergeben und am 1. August mit dem Namen  des heiligen Seraphim von Sarow geweiht. Sie gehört zur Diözese Kaliningrad und Baltijsk und ist Sitz eines Archidiakons. 2007 wurde das Gebäude als Objekt von regionaler kultureller Bedeutung (Nr. 132) von den örtlichen Behörden eingestuft.
In Swetlogorsk gibt es eine weitere orthodoxe Kirche der Ikone der Gottesmutter „Freude aller Leidenden“, die 1994 in Erinnerung des Flugzeugabsturzes von 1972 errichtet wurde. Die nächstgelegenen evangelischen Kirchengemeinden befinden sich in Selenogradsk (Cranz) und Kaliningrad (Königsberg) in der Propstei Kaliningrad.

## Architektur und Innenausstattung

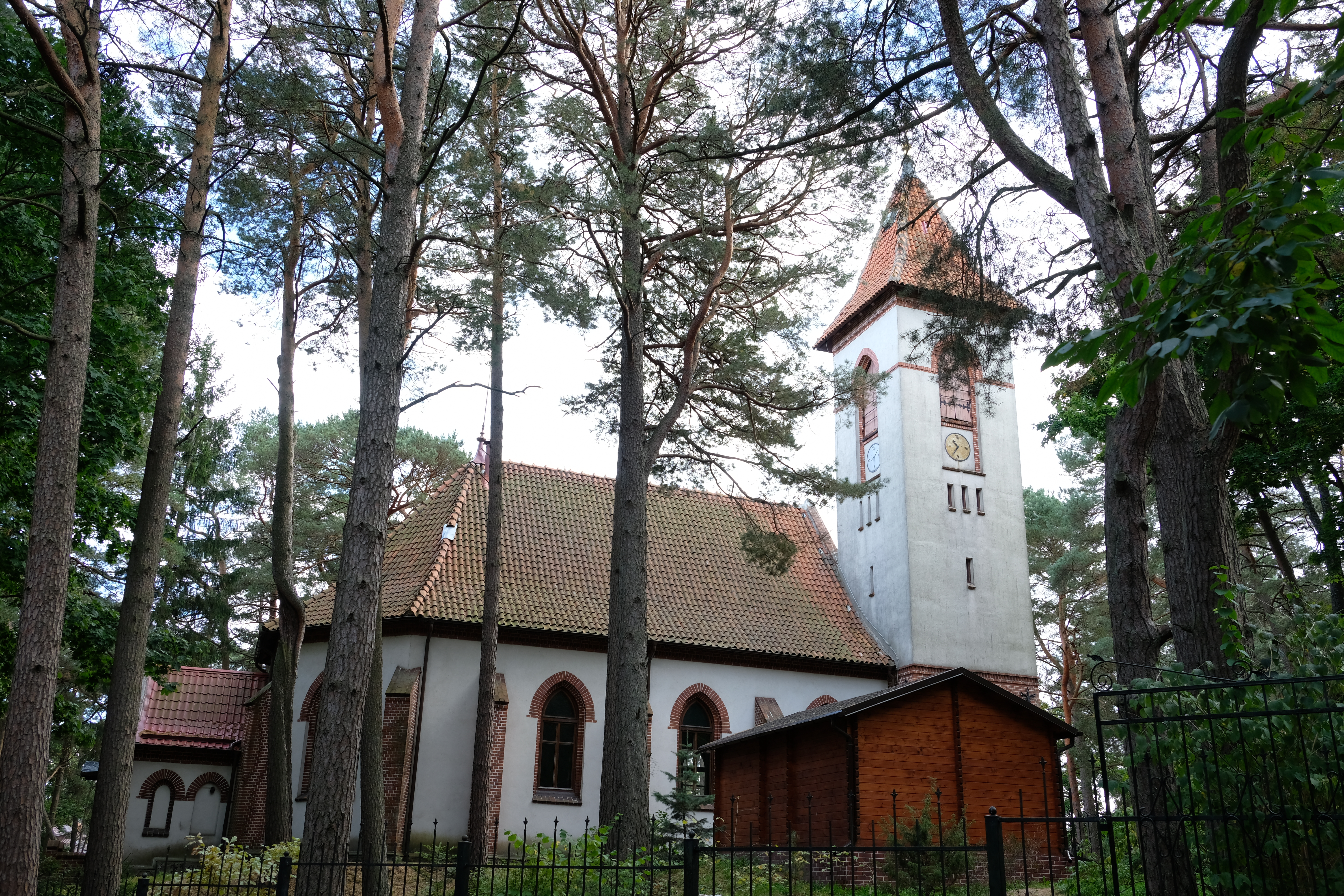
Kirche

Die Kirche steht auf einer Anhöhe in der Nähe der Ostsee, etwas abseits des Ortszentrums in der uliza Bacha 14. 
Sie ist ein kurzer und breiter Bau, der im Stil der Neugotik mit Elementen der Moderne gestaltet ist. Der Chor ist flach gedeckt. Der Turm befindet sich an der Nordwestecke, im Norden gibt es eine Eingangshalle mit einem Treppenturm.
Zur historischen Innenausstattung gehörten ein geschnitzter Altar mit einer Darstellung der Kreuzigung Jesu, eine geschnitzte Kanzel, beide von Adolf Hering, sowie eine kleine Orgel. Der Altaraufsatz ist möglicherweise erhalten.
Die heutige Innengestaltung sind eine orthodoxe Ikonostase und weitere Gegenstände, die dem Charakter des Gebäudes angepasst sind. Der Raum ist in hellen Farben gehalten.

## Kirchenbücher bis 1945
Die Kirchenbücher der Pfarrei Rauschen haben den Krieg überdauert und werden im Evangelischen Zentralarchiv in Berlin-Kreuzberg aufbewahrt:
- Taufen von 1928 bis 1944 (mit Namensregister)
- Trauungen von 1929 bis 1944 (mit Namensregister)
- Beerdigungen von 1929 bis 1944 (mit Namensregister)
- Konfirmationen von 1941 bis 1944.

Außerdem ist eine Gefallenenliste 1941 bis 1942 erhalten.